# Ninetjer
Ninetjer (eigentlich: Ni-netjer; auch Hor-ni-netjer) war der dritte altägyptische König (Pharao) der 2. Dynastie in der frühdynastischen Zeit. Jürgen von Beckerath datiert seine Regierungszeit von etwa 2785 bis 2742 v. Chr.
Thomas Schneider sieht Ninetjer ebenfalls als dritten König der 2. Dynastie, legt sich jedoch nicht auf einen bestimmten Zeitraum innerhalb dieser Epoche fest, welche er auf die Zeit von 2850 bis 2740 v. Chr. datiert.
Ninetjer ist der am besten dokumentierte König der 2. Dynastie. Von kaum einem anderen Herrscher wurden so viele Steingefäße und Tonsiegel gefunden. Die meisten Informationen zu seiner Regierungszeit liefert Zeile 4 des Palermosteins, die für 14 Jahre seiner Regierungsdauer die kulturellen und religiösen Ereignisse chronologisch aufführt. Ninetjer war zudem der Herrscher mit der längsten Regierungszeit in der 2. Dynastie.

## Name und Identität

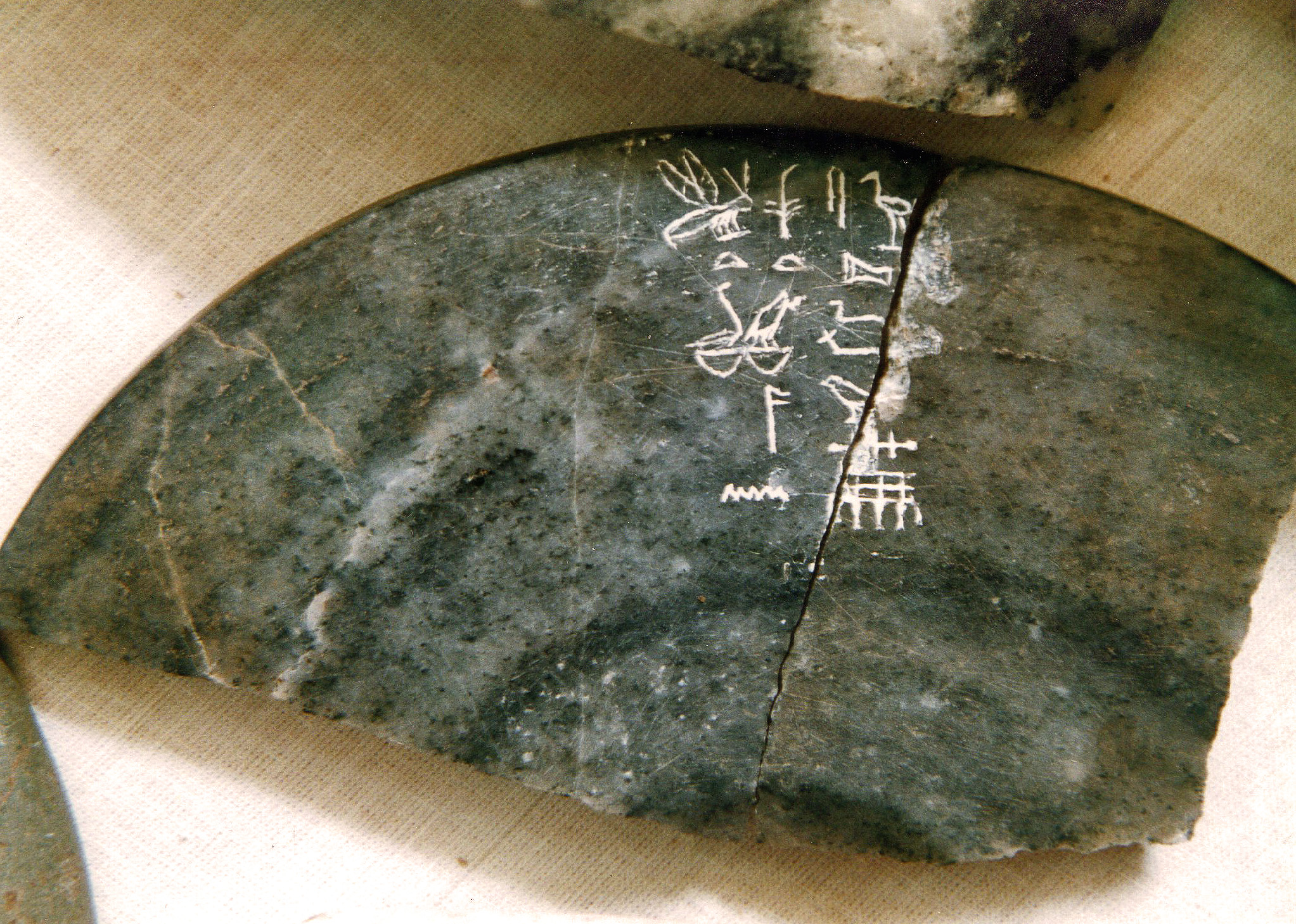
Dioritfragment mit dem Thronnamen des Ninetjer, rechts davon der Name der Göttin Bastet (oben)

Ninetjer ist als dritter Herrscher der 2. Dynastie durch zeitgenössische Artefakte aus seiner Grabanlage in Sakkara und den Königslisten als Nachfolger von König Nebre belegt. Sowohl sein Horus- als auch der Thronname lautete „Ninetjer“. Diese Besonderheit ist typisch für die 2. Dynastie und ebenfalls bei den Namen von Peribsen und Sechemib zu beobachten. Ägyptologen wie Jürgen von Beckerath, Jochem Kahl und Peter Kaplony weisen auf eine Eigentümlichkeit in Ninetjers Namen hin: er bedeutet übersetzt in etwa: „der zu diesem Gott gehört“. Er verrät jedoch nicht, welche Gottheit genau gemeint ist. Horusnamen mit dem Bestandteil „...netjer“ sind generell eher selten belegt, besonders bis zum Ende des Alten Reiches hin. Die vorgenannten Ägyptologen sehen zwei Möglichkeiten für Ninetjers scheinbar kuriose Namenswahl: Die erste wäre, dass Ninetjer überhaupt keinen Bezug zu einer festen Gottheit herstellen wollte. Dies wäre allerdings zuhöchst merkwürdig, denn für gewöhnlich drückten die Namen der Pharaonen immer eine politische oder theophore (gottbezogene) Botschaft aus. Spätere Königslisten geben Ninetjers Geburtsnamen mit „Ba-netjer“ („Seele/Widder Gottes“) wieder, was das Rätsel um Ninetjers Namen nur noch verworrener macht, denn auch diese Namensversion ist nicht theophor und bleibt mehr oder weniger nichtssagend. Die zweite Möglichkeit wäre, dass Ninetjer den Namen des Gottes, den er im Sinn hatte, bewusst verschwieg. In diesem Falle bleibt das Motiv rätselhaft, denn es wird kein Grund ersichtlich, warum Ninetjer dies tun sollte. Die Anfeindung oder Ausgrenzung bestimmter Gottheiten war den Menschen des Frühen Reiches noch unbekannt. Jochem Kahl überlegt, ob Ninetjer seinem Vorgänger, König Nebre, nacheiferte und sich zum späteren Sonnengott Ra hingezogen fühlte. König Nebre hatte dies ja durch seinen Horusnamen explizit ausgedrückt. Die Sonne war aber noch keine unabhängige, getrennt verehrte Gottheit, sie war noch „im Besitz“ der königlichen Schutzgottheit (also Horus oder Seth). Möglicherweise stellt Ninetjers Name einen weiteren Versuch dar, die Sonne zum Gott zu erheben. Unter einem späteren Nachfolger von Ninetjer, unter Peribsen, fanden weitere Versuche statt, einen Sonnengott einzuführen.

## Belege und Funde
| Abydos |

| Sakkara (Grab) |

Ninetjer ist zeitgenössisch vor allem durch zahlreiche Steinvasen und Tonsiegel aus seiner Grabanlage in Sakkara belegt.
Weitere Steingefäße und Tonsiegel mit seinem Namen wurden in großer Anzahl in den Galerien des Djoser-Pyramidenkomplexes in Sakkara entdeckt. Allerdings ist die zeitliche Zuordnung von Inschriften, die aus schwarzer Tinte angefertigt sind, strittig. Die Ägyptologin Ilona Regulski datiert die Tintenaufschriften in die Zeit von Chasechemui bis Djoser und vermutet zudem, dass die mit Tinte beschrifteten Gefäße ursprünglich aus Abydos stammen. Tatsächlich wurden einige wenige Gefäßfragmente aus Stein mit Ninetjers Namen im Grab des Peribsen in Abydos entdeckt.
Aus Memphis stammt die Statuette des Priesters Redjit, auf deren Rücken sowohl der Name Ninetjers als auch die seiner beiden Vorgänger eingeritzt sind. Die Figur bestätigt damit Ninetjers chronologische Position und ist deshalb für die Ägyptologie besonders wichtig.
Aus einer privaten Kunstsammlung (Sammlung Georges Michailidis) stammt die Statuette eines Königs mit der Weißen Krone Oberägyptens. Die Figurine ist 13,5 cm groß und besteht aus blassem, grünlich schimmerndem Alabaster. Die Figur wird auf einem Thron sitzend und in einem hautengen Sed-Fest-Gewand gekleidet dargestellt. In die Seitenflächen des Throns ist der Thronname des Ninetjer eingraviert.
Die künstlerische Ausführung wirft unter Ägyptologen Fragen auf. Während Forscher wie W. K. Simpson die Königsfigur in die 4. Dynastie datieren, zweifeln andere Ägyptologen wie z. B. Günter Dreyer, Dietrich Wildung und Hourig Sourouzian an ihrer Echtheit.

## Herrschaft

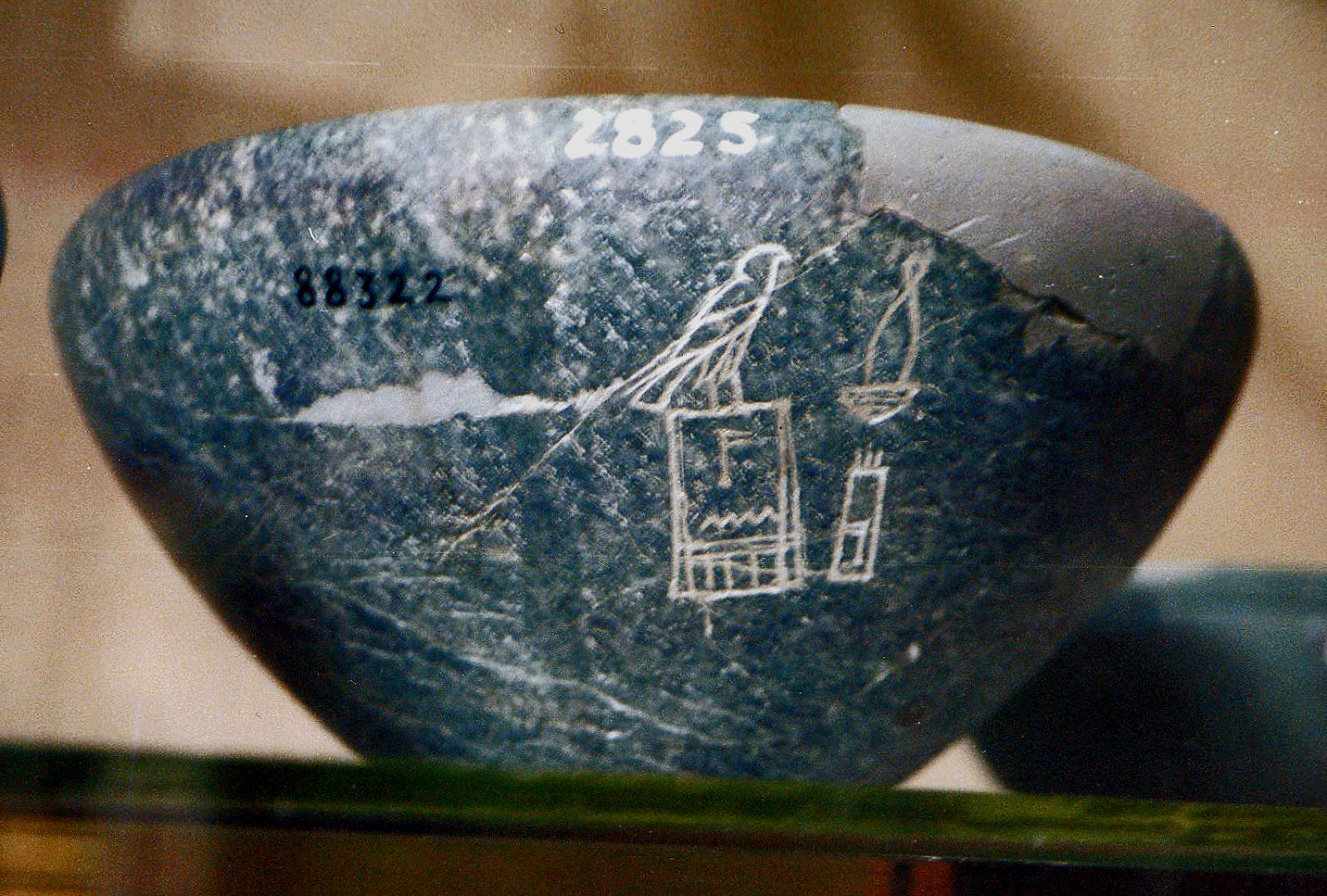
Dioritvase mit dem Horusnamen des Ninetjer, rechts davon der "Palast der Weißen Krone"

### Regierungsdauer und Ereignisse
Das Meiste, was aus Ninetjers Regierungszeit bekannt ist, wird auf dem Palermostein geschildert. Die Bruchkante des Steins verläuft genau diagonal durch das 7. und 21. Fenster; daher fehlen die Reste des geschilderten Ereignisses. Jedoch kann davon ausgegangen werden, dass hier die übliche Viehzählung genannt wird.
Auf dem Kairostein sind dazu ergänzend die Regierungsjahre 36 bis 44 erhalten. Der Palermostein nennt folgende Ereignisse:
| Jahr            | Ereignisse |
| --------------- | --- |
| Namensbanderole | Hor-Ninetjer, König der Doppelkrone, der goldene Sproß, ...(Rest zerstört)... |
| 7. Jahr         | Horusgeleit [als 3. Mal der Viehzählung]...[Rest fehlt] |
| 8. Jahr         | Erscheinen des Königs von Oberägypten; Strecken der Schnur für den Palast „Haus des Horusnamens“ Nilfluthöhe 1,92 Meter.                                                           |
| 9. Jahr         | Horusgeleit als 4. Mal der Viehzählung. Nilfluthöhe 2,25 Meter. |
| 10. Jahr        | Erscheinen des Königs von Ober- und Unterägypten; „Laufen des Apis“ (pḥrr Ḥp). Nilfluthöhe 2,21 Meter.                                                                             |
| 11. Jahr        | Horusgeleit als 5. Mal der Viehzählung. Nilfluthöhe 2,40 Meter. |
| 12. Jahr        | Erscheinen des Königs von Unterägypten; zweite Begehung des Sokar-Festes. Nilfluthöhe 1,92 Meter.                                                                                  |
| 13. Jahr        | Horusgeleit als 6. Mal der Viehzählung. Nilfluthöhe 2,15 Meter. |
| 14. Jahr        | Erste Begehung des „Hor-seba-pet“ (Horus der Stern am Himmel); Zerstörung/Gründung der Städte „Schem-Re“ (die Sonne ist gekommen) und „Ha“ (Die Nördliche) Nilfluthöhe 2,15 Meter. |
| 15. Jahr        | Horusgeleit als 7. Mal der Viehzählung. Nilfluthöhe 0,52 Meter. |
| 16. Jahr        | Erscheinen des Königs von Unterägypten; zweites „Laufen des Apis“ (pḥrr Ḥp). Nilfluthöhe 1,92 Meter.                                                                               |
| 17. Jahr        | Horusgeleit als 8. Mal der Viehzählung. Nilfluthöhe 1,98 Meter. |
| 18. Jahr        | Erscheinen des Königs von Unterägypten; dritte Begehung des Sokar-Festes. Nilfluthöhe 1,09 Meter.                                                                                  |
| 19. Jahr        | Horusgeleit als 9. Mal der Viehzählung. Nilfluthöhe 1,09 Meter. |
| 20. Jahr        | Erscheinen des Königs von Unterägypten; Opfer für die Mutter des Königs; Begehung des „Festes der Ewigkeit“ Nilfluthöhe 1,57 Meter.                                                |
| 21. Jahr        | Horusgeleit [als 10. Mal der Viehzählung]...[Rest fehlt]. |

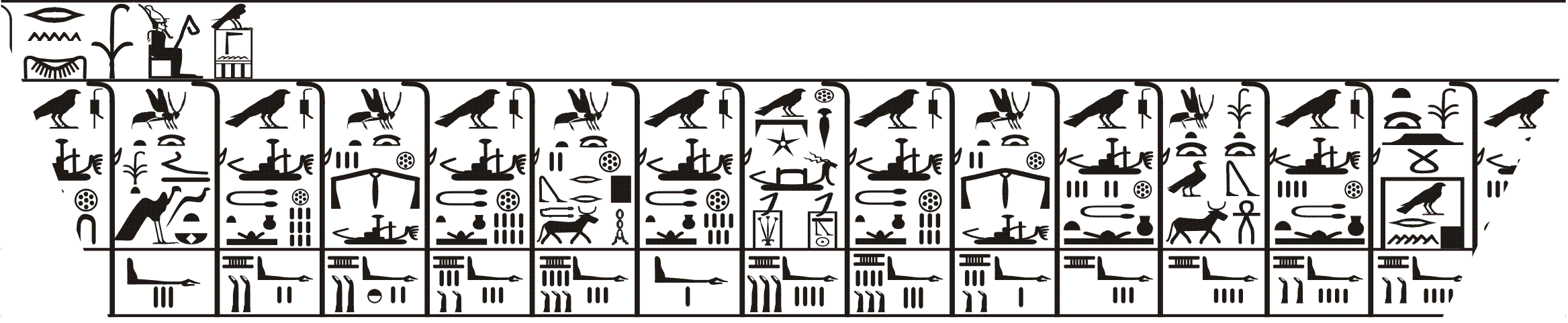
Jahreseinträge für Ninetjer auf dem Palermostein, v. r. n. l.: Jahr 7–21

Der Name des Ninetjer fand sich auch als Felsinschrift bei Abu Handal in Unternubien. Dies mag auf eine militärische Expedition nach Nubien deuten, die jedoch nicht weiter belegt werden kann.

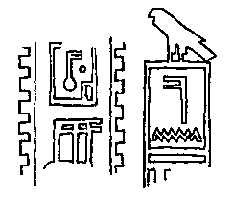
Tonsiegel des Ninetjer mit der Nennung der "Festung des Natron-Hauses" (links)

Über die Dauer von Ninetjers Herrschaft gibt es unterschiedliche Angaben. Der Turiner Königspapyrus bescheinigt ihm die hohe Anzahl an 96 Regierungsjahren, der antike Chronist Manetho spricht hingegen von 47 Jahren. Die moderne Forschung billigt Ninetjer mindestens 43 Jahre zu. Gestützt wird diese Schätzung durch die Inschriften des Kairosteins, deren Aufzeichnungen unmittelbar nach dem „21. Mal der Viehzählung“ (42. Regierungsjahr) enden. Wolfgang Helck spricht Ninetjer sogar 45 Jahre zu. Unter Ninetjer wurde das Horusgeleit durch eine Zählung ergänzt. Dies deutet auf eine neue Form der Steuereinziehung. Die Zählung blieb in der Folgezeit bestehen. Das Horusgeleit wurde in der 3. Dynastie aufgegeben.

### Regierungsende
Die unruhigen Zeiten nach Ninetjers Tod haben bei Ägyptologen wie Wolfgang Helck, Nicolas Grimal und Barbara Bell den Verdacht erregt, dass sich das Ägyptische Reich nach Ninetjers Tod in zwei Teile gespalten haben könnte und eine Zeit lang von zwei verschiedenen Königen getrennt regiert wurde.
Unklar bleibt jedoch, wann genau Ägypten sich in zwei Landeshälften spaltete. Die in ramessidischen Königslisten genannten Herrscher Wadjenes und Sened werden sowohl in thinitischen als auch in memphitischen Annalen als direkte Nachfolger von Ninetjer präsentiert, daher werden sie wohl noch über Ober- und Unterägypten gleichermaßen regiert haben. Die Reichsteilung kann daher erst frühestens unter König Sened stattgefunden haben.

## Grabanlage

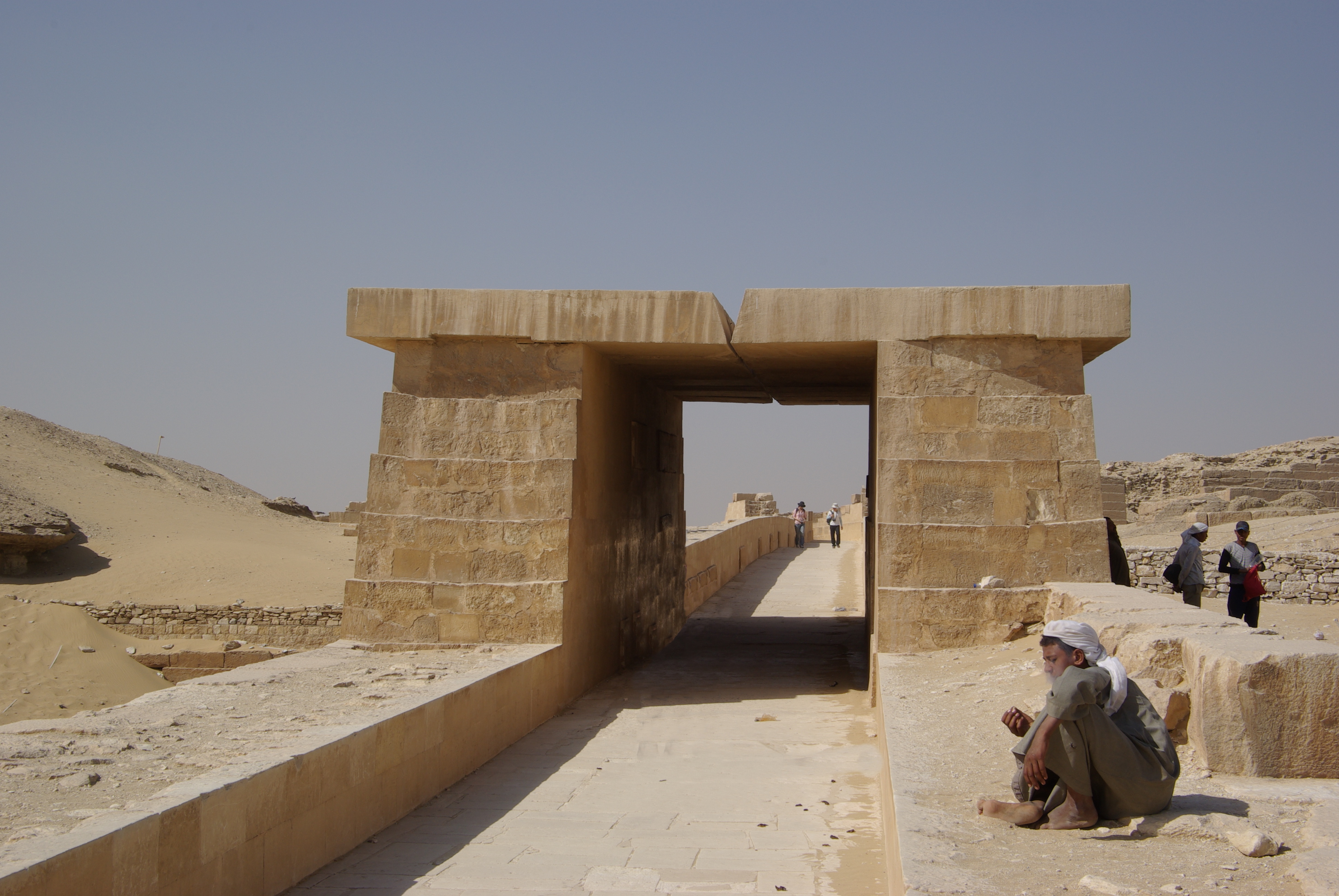
Segment des Unas-Aufwegs mit Dach rekonstruiert

Die Grabanlage des Ninetjer befindet sich in Sakkara unter dem Aufweg der Unas-Pyramide und besteht aus mehreren Galerien, die über ein komplexes Gangsystem verbunden sind. Das DAI führte zwischenzeitlich fünf weitere Grabungskampagnen durch. Die Grabgalerien des Ninetjer zeigen große Ähnlichkeiten mit den Grabbauten des Nebre und des Hetepsechemui, was darauf schließen lässt, dass Ninetjer seine Grabanlage nach deren Vorbild bauen ließ. In Sakkara befinden sich außerdem die Privatgräber hoher Adliger, die ebenfalls aus der Regierungszeit des Ninetjer stammen.
Das ungewöhnlich große Grab des Ruaben (Mastaba S2302) enthielt zahlreiche Tonsiegel des Ninetjer, so dass früher angenommen wurde, die Mastaba S2302 sei das Grab des Ninetjer. Im Jahr 2008 führte die fünfte Ausgrabung zur Entdeckung von weiteren Grabkammern im Grabkomplex des Ninetjer. Nördlich des Unas-Aufweges befand sich die Mastaba des Nebkauhor, die über der Eingangsrampe der Grabanlage des Ninetjer errichtet wurde.

Königsgrab des Ninetjer in Sakkara (Hauptkorridor)

Die Eingangsrampe weist eine Länge von etwa 25 m auf und führt zu drei Galerien mit weitverzweigten Gangsystem in Ost-West-Richtung. Weitere vermutete Grabkammern sollen bei den nächsten Grabungen freigelegt werden. Die nördlichste Galerie, mit einer Höhe von 1,7 m sowie einer Fläche von 13,5 m × 1,35 m, verfügt über sieben weitere kleine Nebenkammern von unterschiedlicher Größe. Die kleineren Nebenkammern machen einen unvollendeten Eindruck und waren mit Sand gefüllt, der teilweise in die Kammern einrieselte. Die dort gefundenen Holzsärge gehören zu späteren Bestattungen. Im Gang zur mittleren Galerie befanden sich aufgebahrte Mumien, unter denen Grabbeigaben des Ninetjer lagen, beispielsweise Weinkrüge, Tongefäße und Verschlüsse. Daneben konnten 56 Flint-, 44 Rasiermesser und 44 kleine Klingen geborgen werden. Der Fund in der südlichen Galerie, mit einer Fläche von 6,4 m × 1,4 m, brachte überraschenderweise die größtenteils vollständig und ursprüngliche Ausstattung von Grabbeigaben zum Vorschein, beispielsweise mehr als 50 Weinkrüge mit Siegelverschlüssen des Ninetjer, Tragnetze, Transportobjekte aus Holz, Bierflaschen und streifenpolierte ovale Gefäße.
Untersuchungen der neu gefundenen Siegelabrollungen belegen, dass sie von Ninetjer stammen. Einige Weinkrüge datieren wahrscheinlich aus der späten 1. Dynastie. Die bei früheren Grabungen gefundenen Gegenstände, ein Frauensarg sowie neun Mumienmasken und Abbildungen der Verstorbenen in festlicher Tracht zu Lebzeiten, konnten der ramessidischen Zeit zugeschrieben werden. Die eigentliche Grabkammer des Ninetjer liegt am südwestlichen Ende der Anlage, deren Decke allerdings eingebrochen ist. Auch die restlichen Gänge und Kammern sind akut einsturzgefährdet. Insgesamt hat die Grabanlage einen Umfang von 94 × 106 m.

## Rezeption
Der antike Chronist Manetho nennt Ninetjer Binôthris und berichtet, dass dieser regierte 47 Jahr und er vergab das Recht an die Weiber, wie Könige regieren zu dürfen. Ägyptologen vermuten, dass es sich dabei um einen Nachklang aus der 0. und 1. Dynastie handeln könnte, da zu dieser Zeit zwei Königinnen, Neithhotep und Meritneith, als mögliche Alleinherrscherinnen in Erscheinung traten.

### Standardwerke
- Jürgen von Beckerath: Chronologie des pharaonischen Ägypten. Die Zeitbestimmung der ägyptischen Geschichte von der Vorzeit bis 332 v. Chr. (= Münchner ägyptologische Studien. Band 46). von Zabern, Mainz 1997, ISBN 3-8053-2310-7.
- Thomas Schneider: Lexikon der Pharaonen. Albatross, Düsseldorf 2002, ISBN 3-491-96053-3.

### Spezialliteratur
- Jürgen von Beckerath: Handbuch der Ägyptischen Königsnamen (= Münchner ägyptologische Studien. Band 20). Deutscher Kunstverlag, München / Berlin 1984, ISBN 3-422-00832-2.
- Peter A. Clayton: Die Pharaonen. Herrscher und Dynastien im Alten Ägypten. Bechtermünz, Augsburg 1998, ISBN 3-8289-0661-3.
- Günter Dreyer: Die Arbeiten des DAI Kairo am Grab des Königs Ninetjer. In: Sokar. Band 11, 2005, ISSN 1438-7956, S. 4–5.
- Walter B. Emery: Ägypten. Geschichte und Kultur der Frühzeit 3200–2800 v. Chr. Fourier, Wiesbaden 1980, ISBN 3-921695-39-2.
- Martin von Falck, Susanne Martinssen-von Falck: Die großen Pharaonen. Von der Frühzeit bis zum Mittleren Reich. Marix, Wiesbaden 2015, ISBN 978-3737409766, S. 57–61.
- Wolfgang Helck: Untersuchungen zur Thinitenzeit (= Ägyptologische Abhandlungen. Band 45). Harrassowitz, Wiesbaden 1987, ISBN 3-447-02677-4.
- Jochem Kahl: Inscriptional Evidence for the Relative Chronology of Dyn. 0–2. In: Erik Hornung, Rolf Krauss, David A. Warburton (Hrsg.): Ancient Egyptian Chronology (= Handbook of Oriental studies. Section One. The Near and Middle East. Band 83). Brill, Leiden / Boston 2006, ISBN 978-90-04-11385-5, S. 94–115 (Online).
- Peter Kaplony: Inschriften der ägyptischen Frühzeit. Band 3 (= Ägyptologische Abhandlungen. Band 8, 3, ISSN 1614-6379). Harrassowitz, Wiesbaden 1963.
- Peter Kaplony: Steingefässe mit Inschriften der Frühzeit und des Alten Reichs (= Monumenta aegyptiaca. Band 1). Fondation égyptologique Reine Elisabeth, Brüssel 1968.
- Pierre Lacau, Jan-Phillip Lauer: La Pyramide à Degrés. Band 4: Inscriptions Gravées sur les Vases (= Fouilles à Saqqarah. Band 17, ZDB-ID 343750-4). Fasc. 1: Planches. Imprimerie de l'Institut français d'archéologie orientale, Kairo 1959, Abbildung 19.
- Hermann Ranke: Die ägyptischen Personennamen. Band 1–3. Augustin, Glückstadt u. a. 1935, 1952, 1977 (online als PDF).
- Rainer Stadelmann: Die Oberbauten der Königsgräber der 2. Dynastie in Sakkara. In: Paule Posener-Kriéger (Hrsg.): Mélanges Gamal Eddin Mokhtar (= Bibliothèque d'étude. Band 97, 2). Band 2. Institut français d'archéologie orientale du Caire, Kairo 1985, ISBN 2-7247-0019-8, S. 295–307.
- Jean Vercoutter: Légypte et la Vallée du Nil. Band 1: Des origines à la fin de l'Ancien Empire. Presses Universitaires de France, Paris 1992, ISBN 2-13-044157-2.
- Dietrich Wildung: Die Rolle ägyptischer Könige im Bewußtsein ihrer Nachwelt. Band 1: Posthume Quellen über die Könige der ersten vier Dynastien (= Münchener Ägyptologische Studien. Band 17). Hessling, Berlin 1969.
- Toby A. H. Wilkinson: Early Dynastic Egypt. Routledge, London / New York (NY) 1999, ISBN 0-415-18633-1.
- Toby A. H. Wilkinson: Royal Annals of ancient Egypt. The Palermo Stone and its associated Fragments. Kegan Paul International, London u. a. 2000, ISBN 0-7103-0667-9.